# Entjo
Entjo (georgiska: ენჭო; ryska: Энчо) är ett berg på gränsen mellan östra Georgien och Ryssland. Toppen på Entjo är 3 304 meter över havet.